# Dobre Miasto
Dobre Miasto [ˈdɔbrɛ ˈmʲastɔ] (deutsch: Guttstadt) ist eine Stadt im Powiat Olsztyński der polnischen Woiwodschaft Ermland-Masuren.

## Geographische Lage
Die Stadt liegt in der historischen Region Ostpreußen, an der Łyna (Alle), etwa 25 Kilometer nördlich von Olsztyn (Allenstein). Südlich der Stadt erstreckt sich die Allensteiner Seenplatte als Teil des Masurischen Seengebietes.

## Geschichte

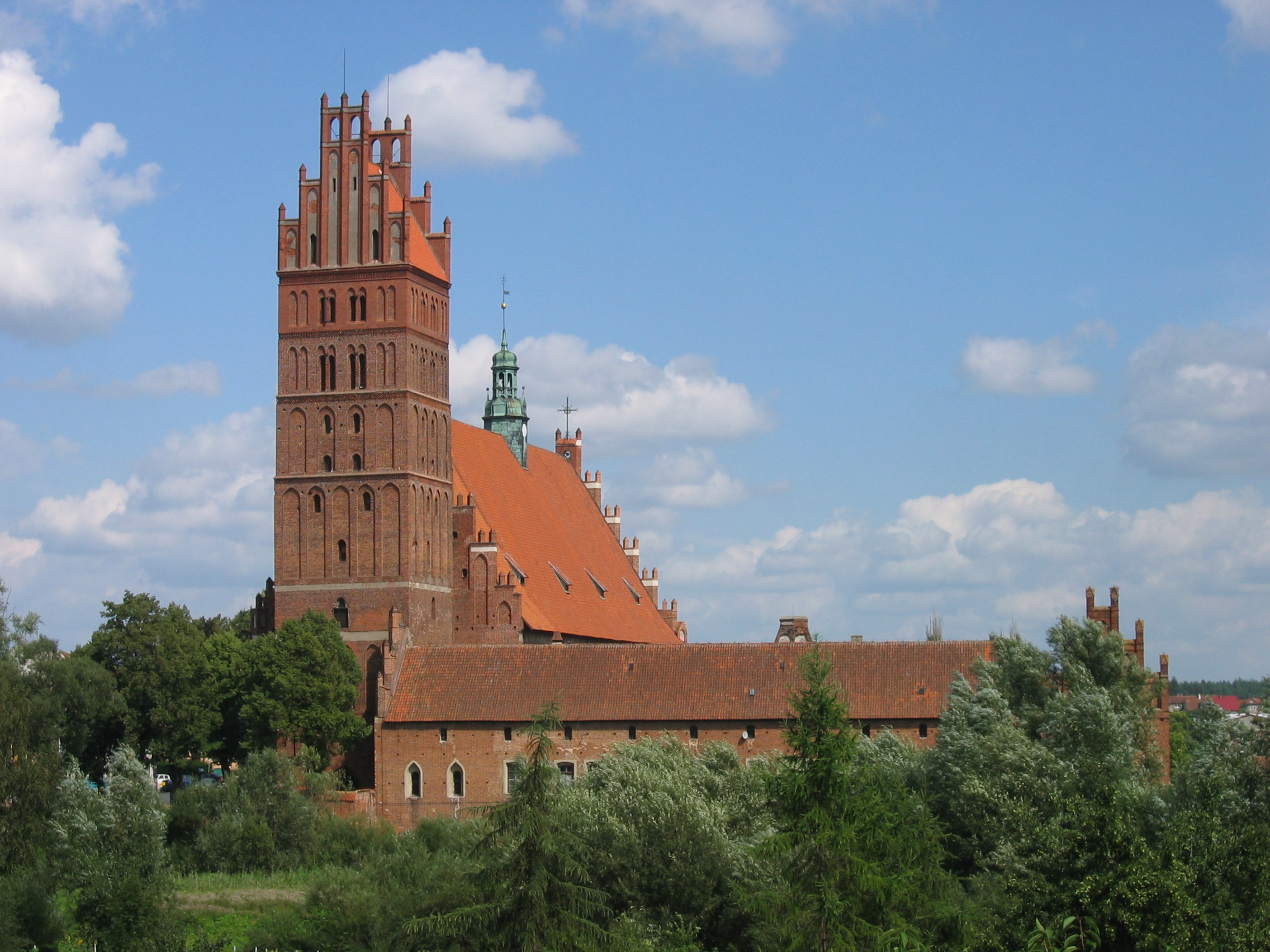
Kollegiatkirche und -stift

1325 wurde der Ort in der Landschaft Gudicus im altpreußischen Bezirk Glottowia (Glottau), einem Untergau von Pogesanien, erstmals als Guthinstat erwähnt. Die Stadt wurde 1326 erbaut. Gegründet durch den Bischof von Ermland ersetzte der regelmäßig rechteckige Siedlungsplatz eine altpreußische Fluchtburg. Die Nachfahren der Ansiedler aus Niederschlesien bewahrten ihre Mundart, so dass in Guttstadt bis 1945 eine niederschlesische Sprachinsel existierte. Der Name leitete sich von prußisch „gudde“ Gebüsch ab. Der Name wurde nach mittelalterlicher Gewohnheit in wörtlicher Übersetzung zu Bona Civitas latinisiert, und bereits im 16. Jahrhundert von den polnischen Ansiedlern, die nach dem Reiterkrieg die benachbarte Gegend rings um Allenstein besiedelten, zu Dobre Miasto polonisiert. Älter als Guttstadt selbst sind einige benachbarte, im Zuge der hochmittelalterlichen Ostsiedlung angelegte Dörfer deutschsprachiger Siedler, die heute Ortsteile von Dobre Miasto sind, darunter Knopen (polnisch: Knopin).
1329 erhielt Guttstadt das Kulmische Stadtrecht und 1371 ein Rathaus. Zwischen 1347 und 1811 war Guttstadt Sitz des Kollegiatstifts zum heiligsten Erlöser und allen Heiligen. Zum Stiftskapitel gehörten ursprünglich zwölf, 1782 noch fünf Domherren.
Als Teil des Ermlandes schied sie Stadt infolge des Thorner Friedens von 1466 aus dem Deutschordensstaat aus und unterstand bis 1772 der Lehnshoheit der polnischen Krone. Mit der Ersten polnischen Teilung 1772 kam Guttstadt an Preußen, dort lag es von 1818 bis 1945 im Kreis Heilsberg, Regierungsbezirk Königsberg, Provinz Ostpreußen. Die Stadt war ein Garnisonsstandort, der 1782 drei Kompanien der Infanterie beherbergte.
Anfang Juni 1807 befand sich während des Vierten Koalitionskrieges in Guttstadt das Hauptquartier der verbündeten Preußen und Russen während der Kämpfe mit napoleonischen Truppen an der Alle und um Heilsberg. Am 6. Juni 1807 siegten hier in der Schlacht bei Guttstadt-Deppen die Russen über die Franzosen, mussten sich jedoch anschließend nach Bartenstein zurückziehen. Am 9. Juni übernachtete Napoleon Bonaparte im Gebäude des Kollegiatstifts.
Am 21. Mai 1874 wurde die Stadt Guttstadt bis 1945 Sitz eines Amtsbezirks im Kreis Heilsberg. Eingegliedert waren:
| Deutscher Name                | Polnischer Name  | Anmerkungen                                        |
| ----------------------------- | ---------------- | -------------------------------------------------- |
| Althof                        | Stary Dwór       |                                                    |
| Altkirch                      | Praslity         |                                                    |
| Battatron                     | Barcikowo        |                                                    |
| Hausberg                      | Chałupki         | 1928 in die Stadtgemeinde Guttstadt eingegliedert  |
| Knopen                        | Knopin           |                                                    |
| Kossen                        | Kosyń            | 1928 in die Stadtgemeinde Guttstadt eingegliedert  |
| Lingenau                      | Łęgno            |                                                    |
| Neuendorf b. Guttstadt        | Nowa Wieś Mała   |                                                    |
| Schmolainen (Landgemeinde)    | Smolajny         |                                                    |
| Schmolainen (Gut)             |                  | 1928 in die Landgemeinde Schmolainen eingegliedert |
| Schmolainen (Schloss)         | Smolainy-Majatek | 1928 in die Landgemeinde Schmolainen eingegliedert |
| vor 1908: Wichertshof (Forst) | Wichrowo         | 1928 in die Landgemeinde Schmolainen eingegliedert |

Am Anfang des 20. Jahrhunderts hatte Guttstadt eine evangelische Kirche, die 1830–1834 von Karl Friedrich Schinkel auf Veranlassung von Friedrich Wilhelm III. erbaut worden war, ferner zwei römisch-katholische Kirchen (darunter der Dom), eine Synagoge (erbaut 1855), ein Amtsgericht und eine Eisengießerei. Nahe Guttstadt lag der gut besuchte Wallfahrtsort Glottau. Die Synagoge wurde am 9. November 1938 niedergebrannt; später wurde die jüdische Gemeinde gezwungen, das Gebäude an die NSDAP zu verkaufen.
Am Ende des Zweiten Weltkriegs wurde die Stadt im Frühjahr 1945 durch die Rote Armee teilweise zerstört. Nach Kriegsende wurde Guttstadt zusammen mit der südlichen Hälfte Ostpreußens von der Sowjetunion der Volksrepublik Polen zur Verwaltung überlassen, ein Zustand, der auch im Sommer 1945  nach dem Potsdamer Abkommen beibehalten wurde. Es begann die Zuwanderung polnischer Zivilisten. Guttstadt erhielt seinen heutigen polnischen Namen Dobre Miasto.

## Demographie
| Jahr | Einwohner | Anmerkungen                                           |
| ---- | --------- | ----------------------------------------------------- |
| 1782 | > 2300    | [ 2 ]                                                 |
| 1802 | 2547      | [ 6 ]                                                 |
| 1810 | 1519      | [ 6 ]                                                 |
| 1816 | 1848      | davon 67 Evangelische, 1729 Katholiken und 52 Juden   |
| 1821 | 2395      | [ 6 ]                                                 |
| 1831 | 3141      | Deutsche                                              |
| 1858 | 3568      | davon 329 Evangelische, 3070 Katholiken und 169 Juden |
| 1871 | 4241      | darunter 350 Evangelische und 180 Juden               |
| 1875 | 4350      | [ 10 ]                                                |
| 1880 | 4487      | [ 10 ]                                                |
| 1890 | 4504      | davon 399 Evangelische und 212 Juden                  |
| 1900 | 4588      | meist Katholiken                                      |
| 1910 | 5039      |                                                       |
| 1933 | 5421      | [ 10 ]                                                |
| 1939 | 5976      | [ 10 ]                                                |

## Verkehr
Durch die Stadt verläuft die Landesstraße DK51 zum 90 Kilometer entfernten Grenzübergang zur russischen Exklave Oblast Kaliningrad.
Bahnanschluss besteht an der Strecke Olsztyn–Braniewo (Allenstein–Braunsberg).

## Gemeinde
Zur Stadt-und-Land-Gemeinde Dobre Miasto gehören 22 Ortschaften (deutsche Namen bis 1945) mit einem Schulzenamt:
| - Barcikowo (Battatron) - Bzowiec (Beiswalde) - Cerkiewnik (Münsterberg) - Głotowo (Glottau) - Jesionowo (Eschenau) - Kabikiejmy (Ober Kapkeim) - Kabikiejmy Dolne (Unter Kapkeim) - Knopin (Knopen) | - Kosyń (Kossen) - Kunik (Windenhof) - Łęgno (Lingenau) - Mawry (Mawern) - Międzylesie (Schönwiese) - Nowa Wieś Mała (Neuendorf bei Guttstadt) - Orzechowo (Noßberg) | - Piotraszewo (Peterswalde) - Podleśna (Klingerswalde) - Praslity (Altkirch) - Smolajny (Schmolainen) - Stary Dwór (Althof) - Swobodna (Schwuben) - Urbanowo (Zechern) |

Weitere Ortschaften der Gemeinde sind Kłódka (Klutkenmühle), Ludwikowo (Ludwigsmühle) und Wichrowo (Wichertshof).

## Sehenswürdigkeiten
- Die Kollegiatkirche und heutige Basilika zum heiligsten Erlöser und allen Heiligen, eine dreischiffige gotische Hallenkirche, wurde von 1375 bis 1389 zusammen mit dem Kollegiatstift errichtet.[12]
- Die St.-Nikolaus-Kirche wurde von 1736 bis 1741 im spätbarocken Stil erbaut, wurde ab 1957 von der Griechisch-Orthodoxen Gemeinde genutzt. Heute gehört sie zur Ukrainischen griechisch-katholischen Kirche in Polen.
- Die ehemalige Evangelische Kirche wurde 1833 eingeweiht. Nach dem Zweiten Weltkrieg wurde sie als Gaststätte genutzt und brannte 1968 aus. Instandgesetzt dient sie als Stadtbibliothek.[13]
- Die barocke St.-Georg-Kapelle stammt aus dem 18. Jahrhundert.
- Der Storchenturm (Baszta Bociania) mit Resten der Stadtmauer stammt aus dem 14. Jahrhundert.
- Wasserturm von 1905

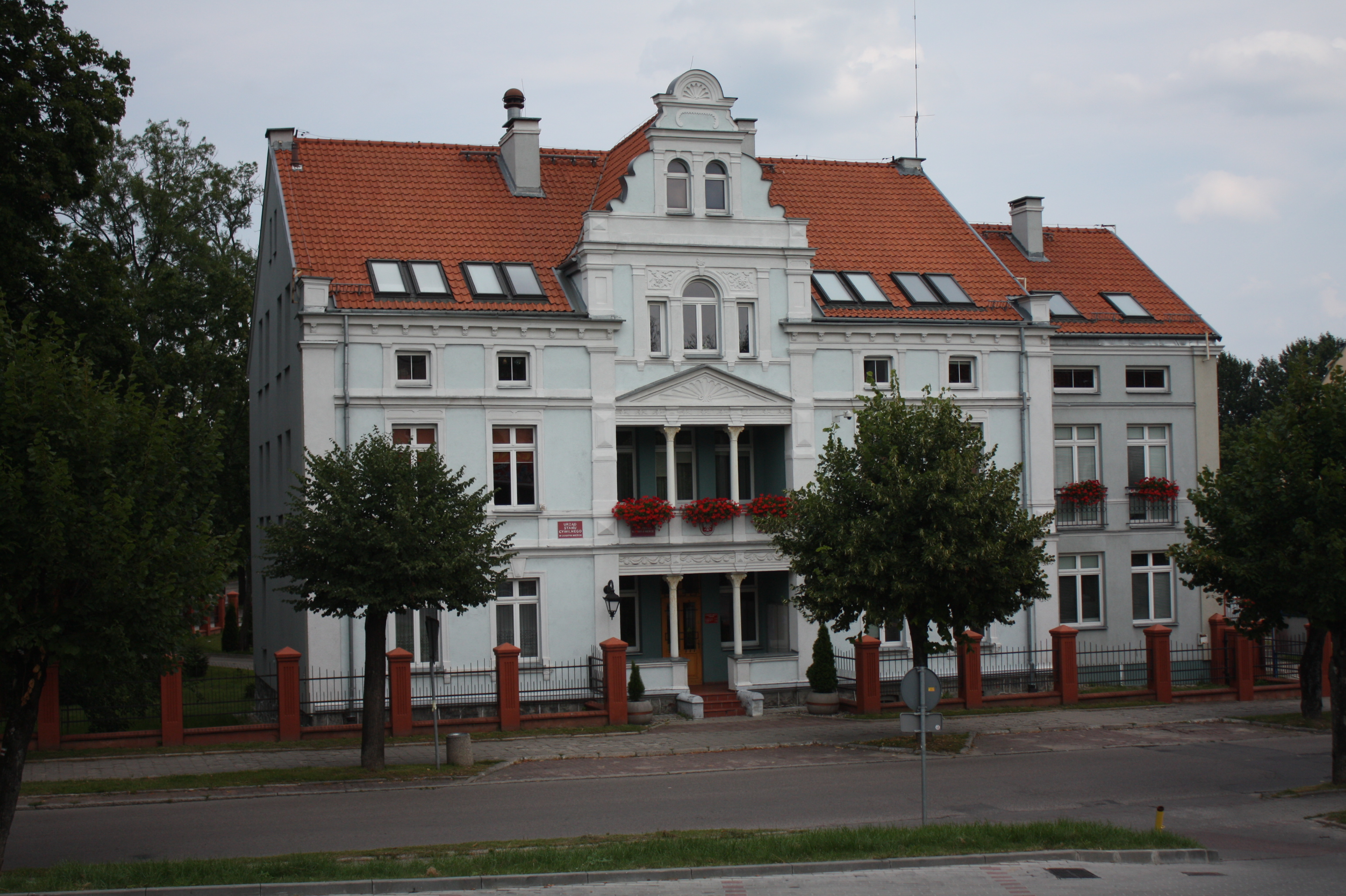
Rathaus der Stadt
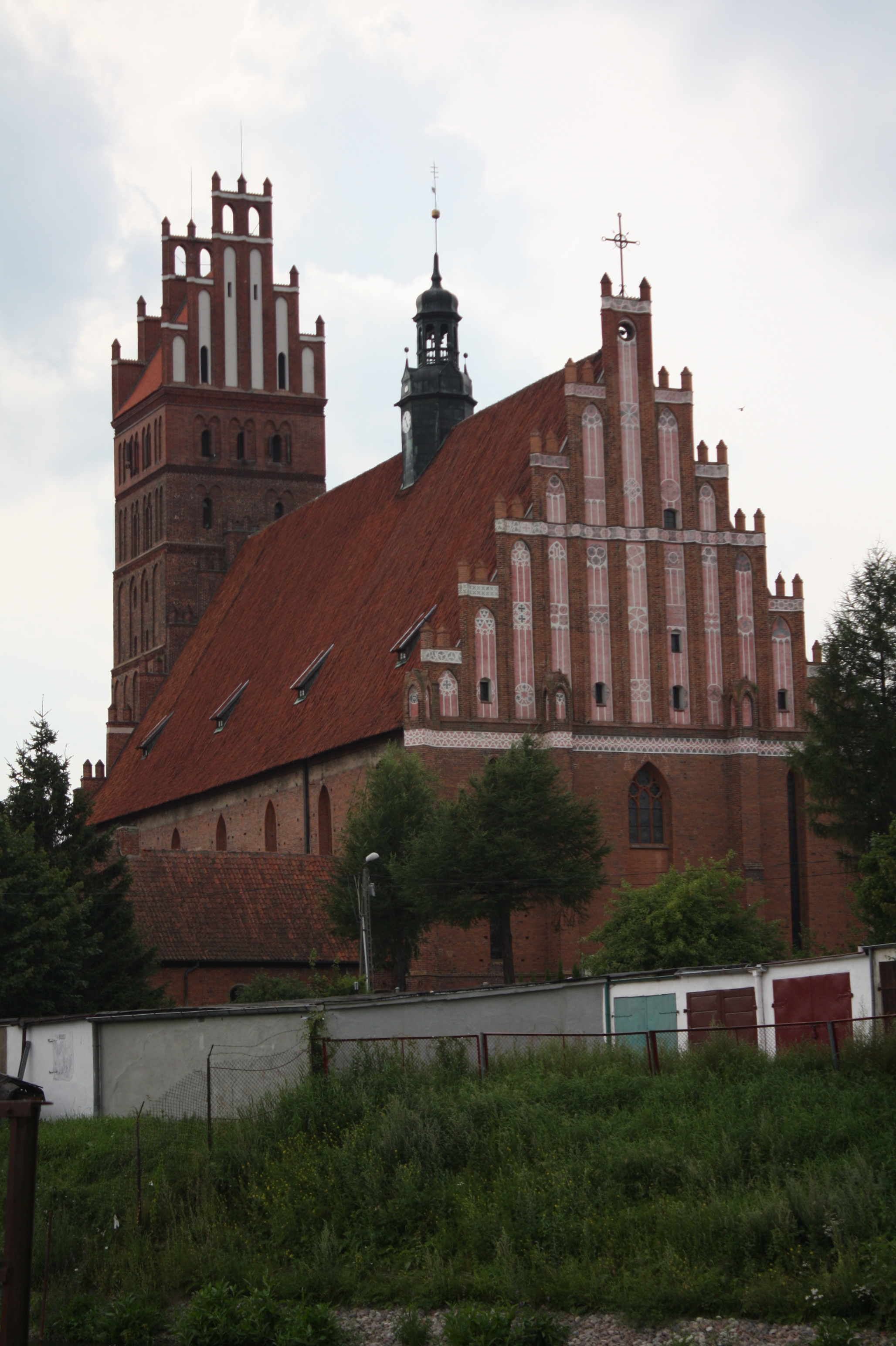
Kollegiatkirche
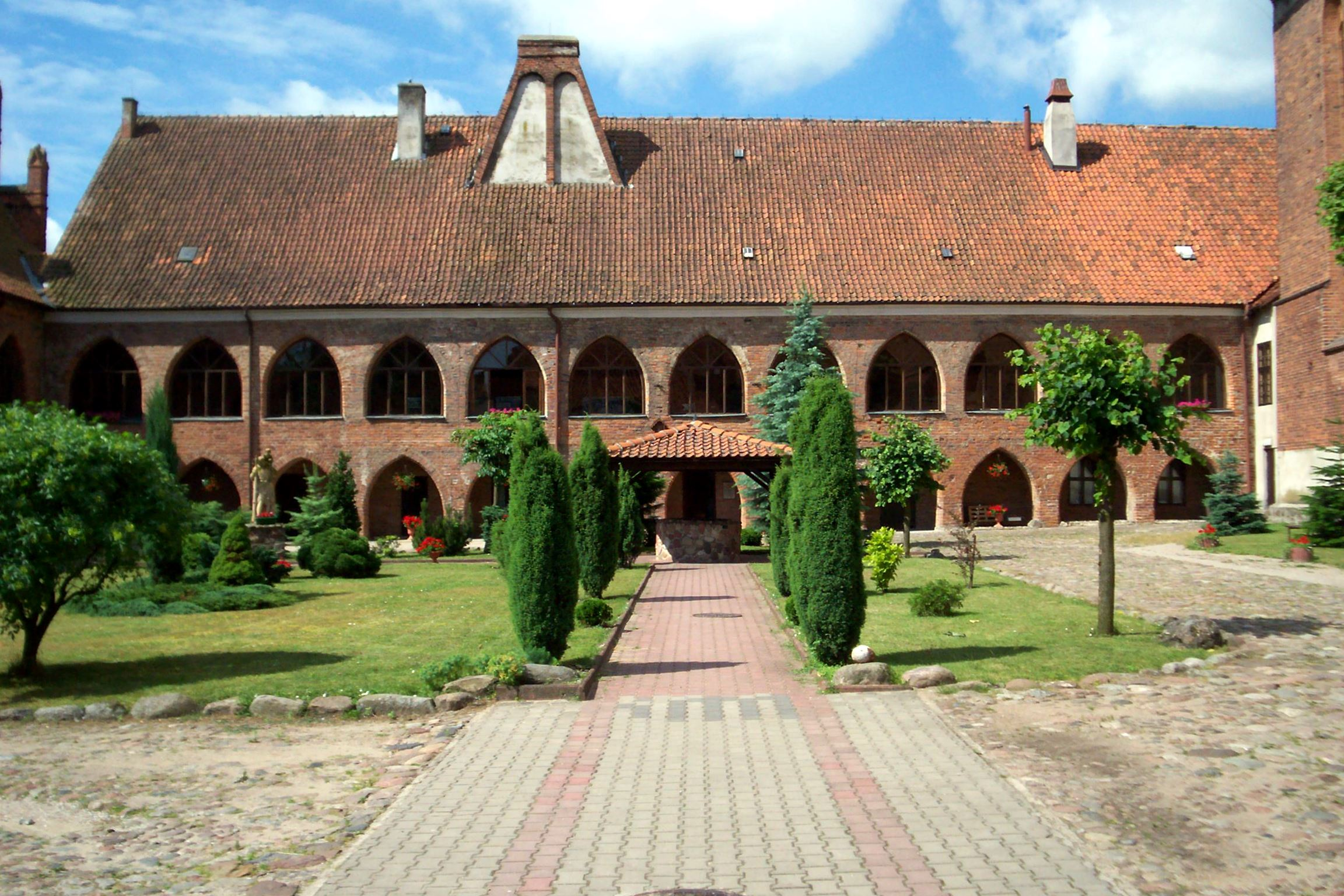
Kollegiatstift
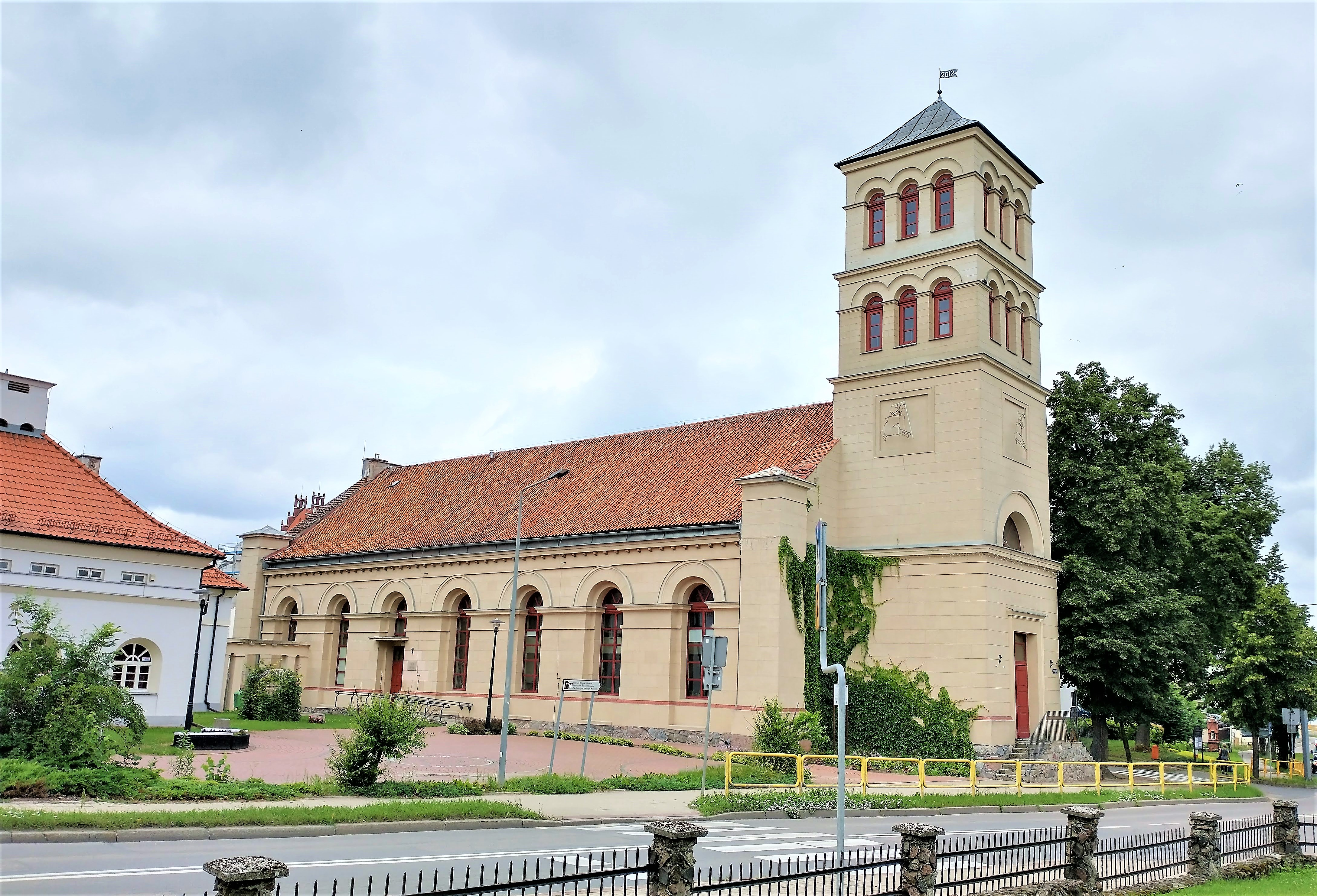
Ehemalige Evangelische Kirche
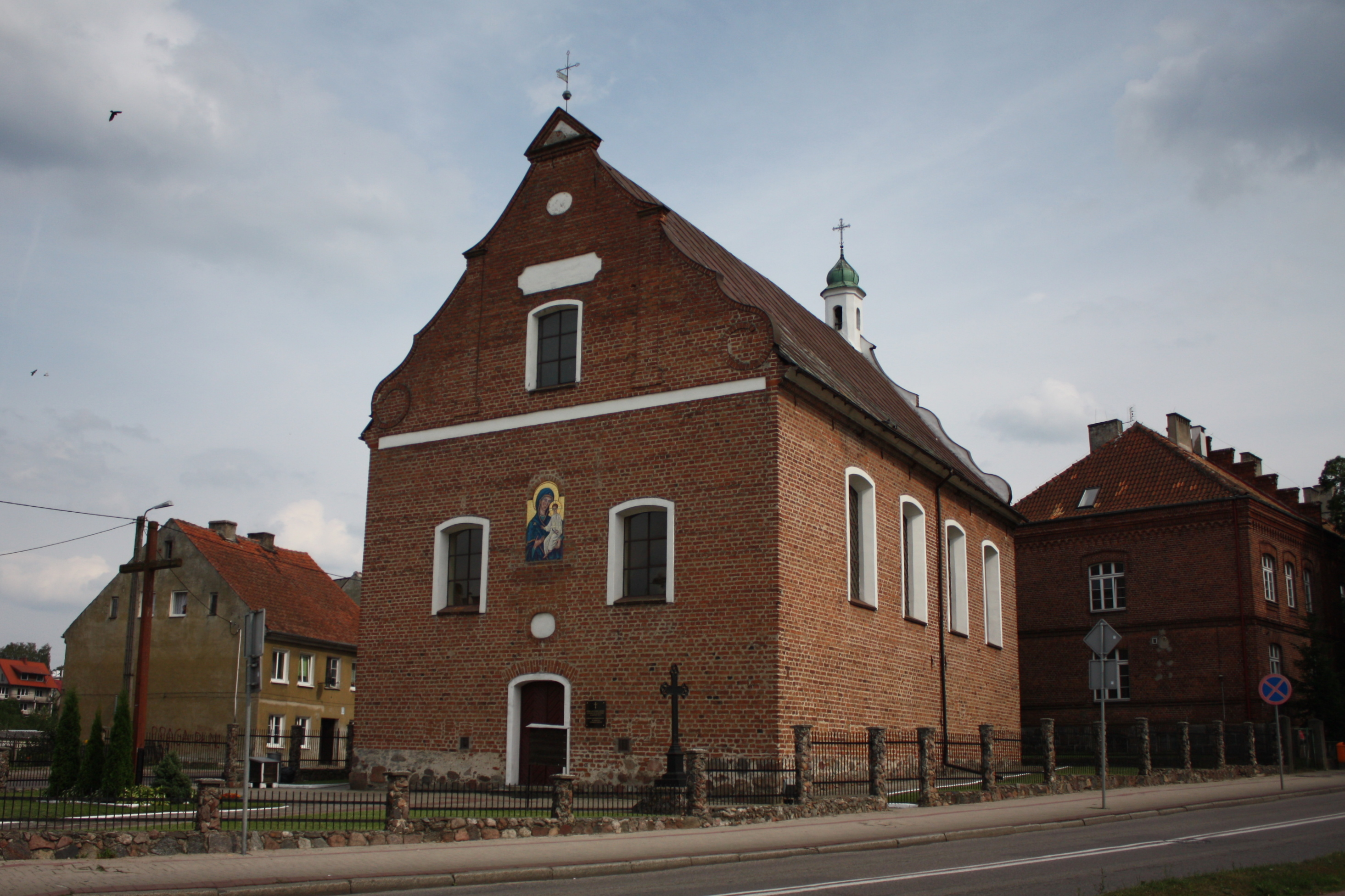
Griechisch-Katholische St.-Nikolaus-Kirche
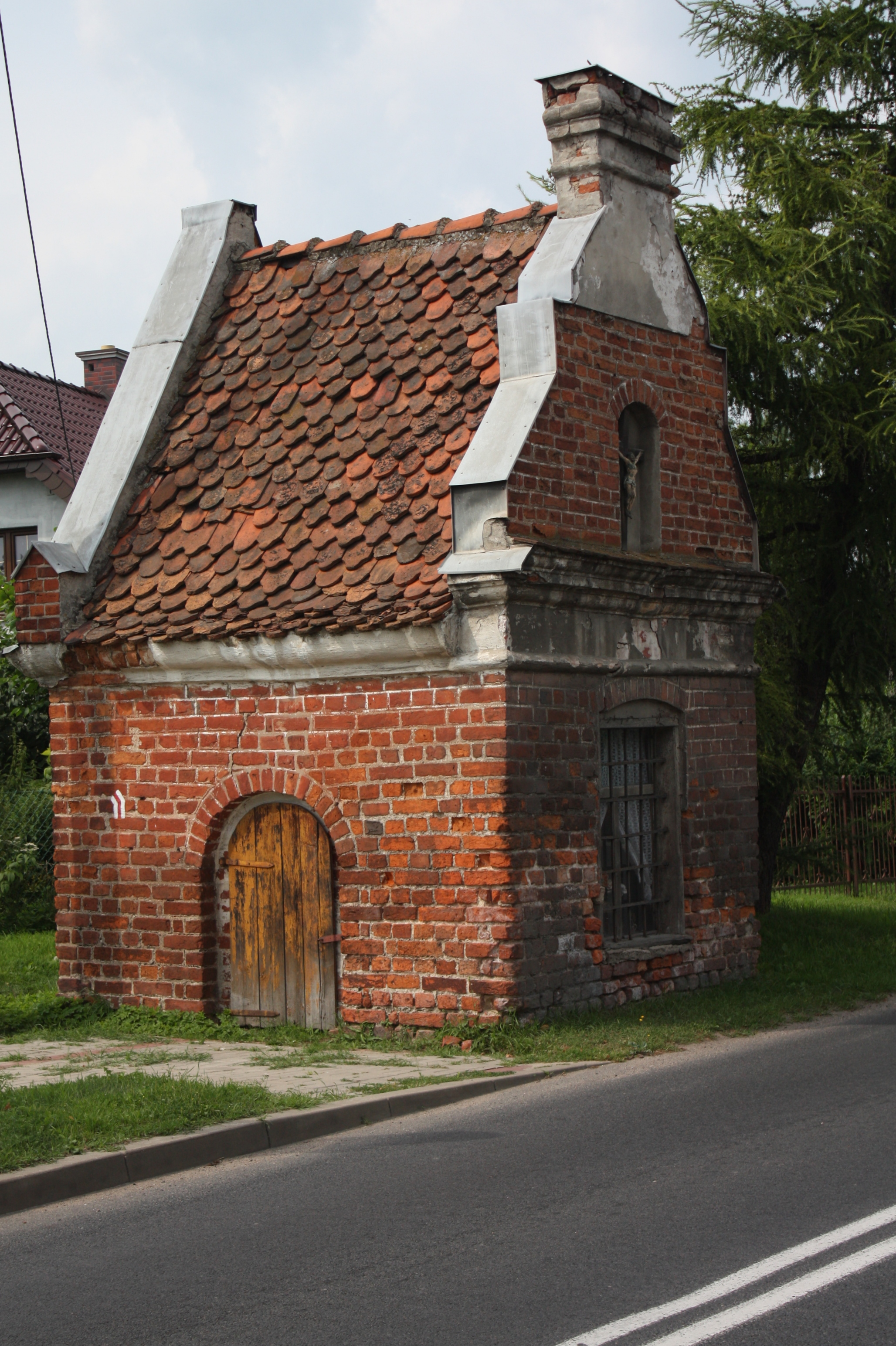
Georgskapelle
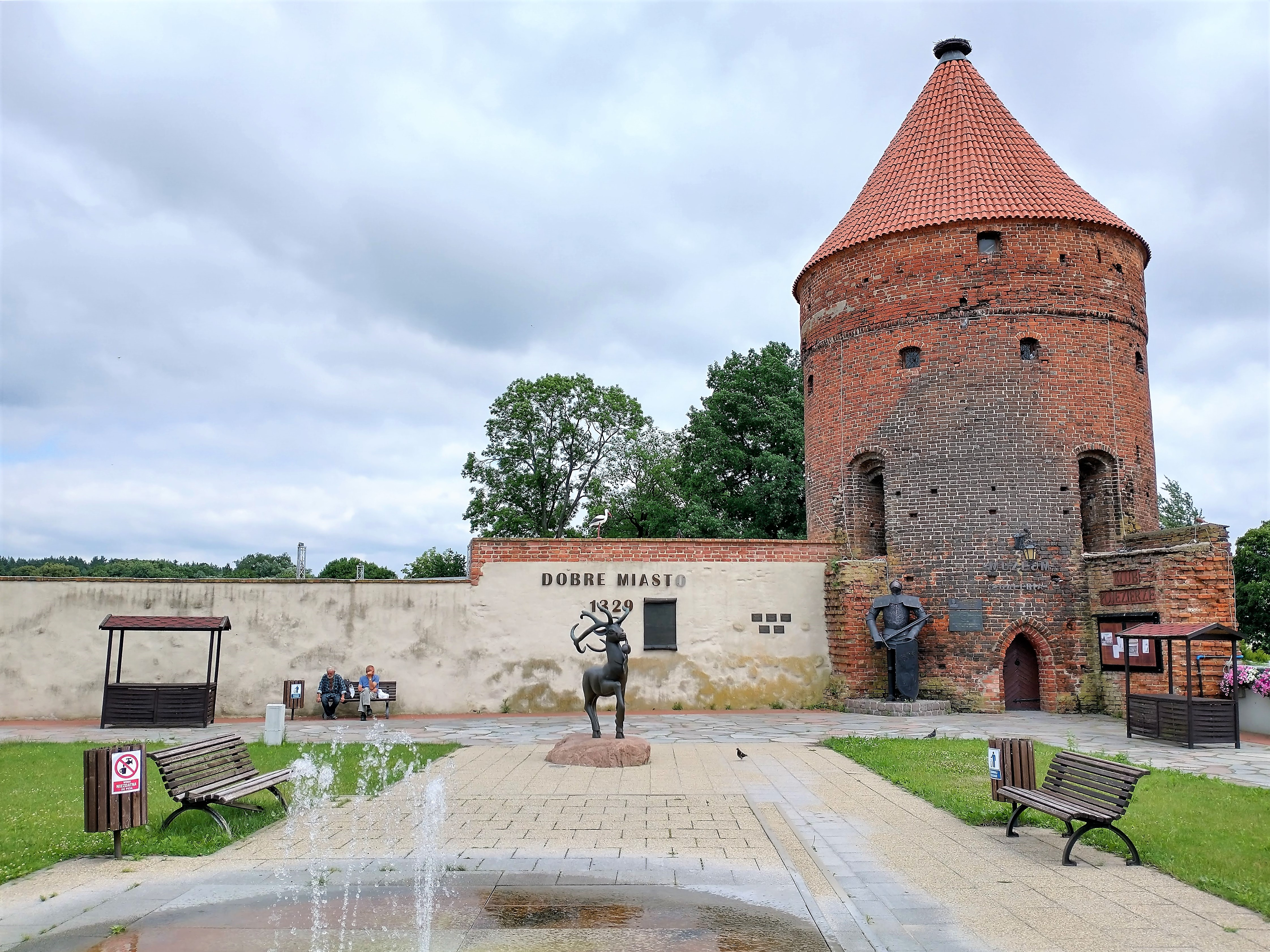
Storchenturm
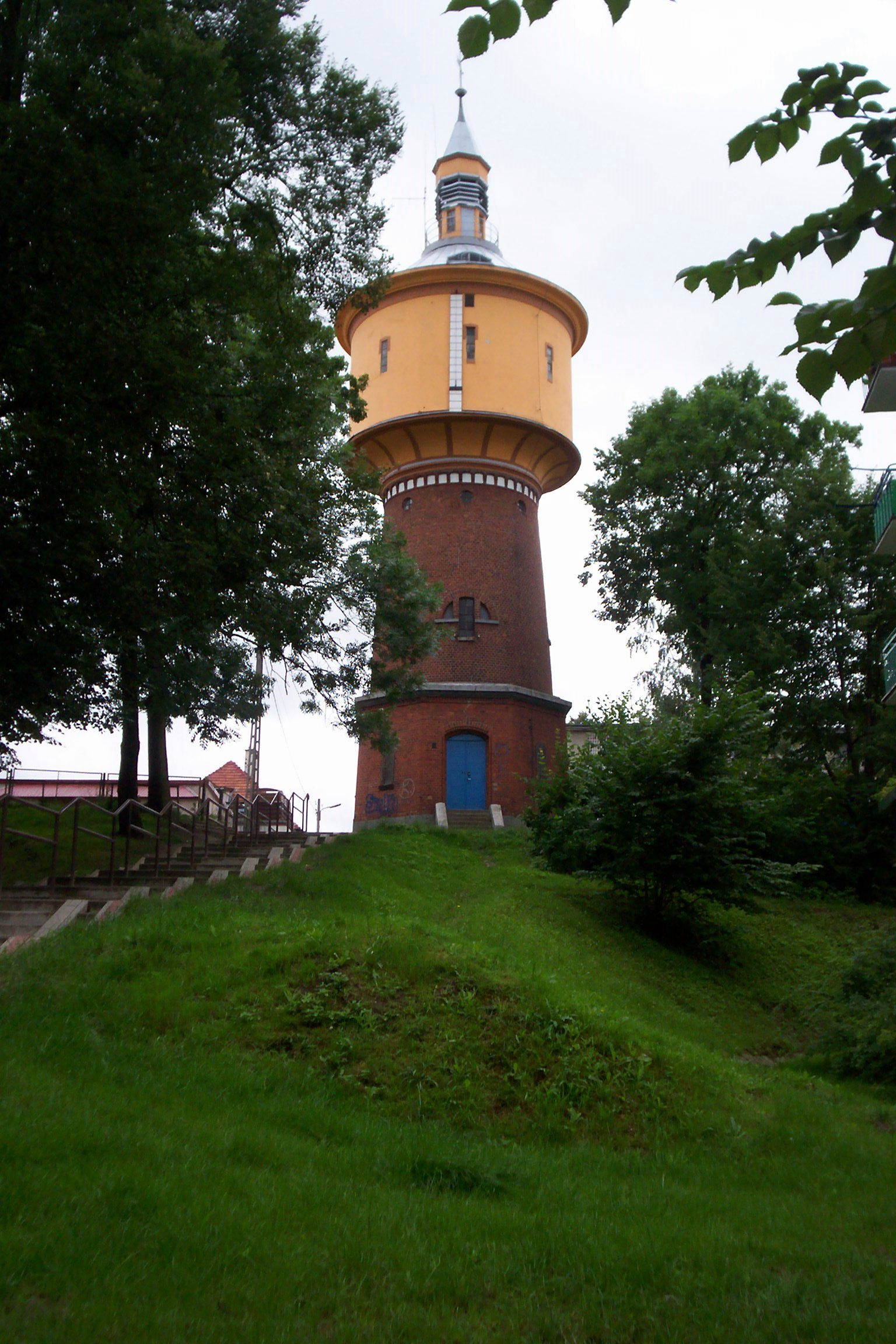
Wasserturm

## Söhne und Töchter der Stadt
- Johann Niedermann (1759–1833), Porträt- und Historienmaler in Wien
- Carl Peter Woelky (1822–1891), katholischer Geistlicher und altpreußischer Historiker
- Waldemar Krossa (1836–1919), Landrat in Ragnit
- Friedrich Ernst Dorn (1848–1916), deutscher Physiker
- Cölestin Krebs (1849–1922), Rittergutsbesitzer und Mitglied des Deutschen Reichstags
- Augustinus Bludau (1862–1930), katholischer Bischof
- Max Meirowsky (1866–1949), deutscher Industrieller und Kunstsammler
- Emil Meirowsky (1876–1960), deutscher Dermatologe
- Emil Kronheim (1890–1971), deutsch-schwedischer Rabbiner
- Curt Johannes Braun (1903–1961), deutscher Schriftsteller und Drehbuchautor
- Heribert Schulz (1908–1945), deutscher römisch-katholischer Geistlicher, Jesuit und Märtyrer
- Herbert Ossowski (1928–2010), deutscher Jugendbuchautor
- Johannes Tobei (1930–1997), deutscher Theologe
- Norbert Wojnarowski (* 1976), polnischer Politiker

## Partnerstädte
- Quakenbrück, Deutschland, seit 2000
- Montierchaume, Frankreich, seit 2002